# إيليان إيلييف
إيليان إيلييف (بالبلغارية: Илиан Илиев)‏ (مواليد 2 يوليو 1968) هو لاعب كرة قدم. يلعب مع منتخب بلغاريا لكرة القدم. سبق له أن لعب في كأس العالم لكرة القدم مع منتخب بلاده.

## مسيرته الكروية
لعب إيليان إيلييف خلال مسيرته الاحترافية مع 9 أندية في واحد وعشرون موسمًا وسجل خلالها 58 هدفًا ضمن 405 مباراة. حيث فاز في ثلاثة مواسم بالكأس وفي ثلاثة مواسم بالدوري.
خاض إيليان إيلييف مسيرته مع نادي تشيرنو مور فارنا في موسم 1986–87 في المرة الأولى ليلعب معه أربعة مواسم ثم في موسم 2003–04 لمدة موسم واحد، مشاركًا طوالها في 117 مباراة سجل خلالها 23 هدفًا. ثم انتقل إلى نادي سلافيا صوفيا في موسم 1990–91 ولمدة موسمين، حيث شارك في 16 مباراة سجل خلالها هدفًا واحدًا. لينتقل بعدها إلى نادي ليفسكي صوفيا في موسم 1991–92 في المرة الأولى ليلعب معه أربعة مواسم ثم في موسم 1998–99 لمدة موسم واحد، مشاركًا طوالها في 97 مباراة سجل خلالها 19 هدفًا. ثم انتقل إلى نادي بنفيكا في موسم 1995–96 ولمدة موسمين، مشاركًا في 40 مباراة سجل خلالها 4 أهداف. هذا وانتقل لاحقًا إلى نادي بورصة سبور في موسم 1997–98 لمدة موسم واحد، مشاركًا في 15 مباراة سجل خلالها 3 أهداف. ثم انتقل بعدها إلى نادي ماريتيمو في موسم 1999–00 واستمر معه طيلة ثلاثة مواسم، مشاركًا في 76 مباراة سجل خلالها 6 أهداف. ليعود وينتقل من جديد، لكن هذه المرة إلى سالجويروس ‏ في موسم 2002–03 لمدة موسم واحد، مشاركًا في 24 مباراة ولم يسجل أي هدف.

## روابط خارجية
- إيليان إيلييف على موقع اتحاد تركيا (لاعب) (الإنجليزية)
- إيليان إيلييف على موقع قاعدة بيانات كرة القدم.إي يو (الإنجليزية)
- إيليان إيلييف على موقع ناشيونال فوتبول تيمز (الإنجليزية)
- إيليان إيلييف على موقع Soccerway.com (الإنجليزية)